# Sin Joon-sik
Sin Joon-Sik (Seongnam, 13 de janeiro de 1980) é um ex-taekwondista sul-coreano.
Sin Joon-Sik competiu nos Jogos Olímpicos de 2000, na qual conquistou a medalha de prata.